# Букит
Буки́т (индон. Semenanjung Bukit — полуостров Букит) — полуостров в южной части индонезийского острова Бали. Площадь — 104,13 км², население — более 64 тысяч человек. Название полуострова буквально переводится с индонезийского языка как «холм».
Является одной из наиболее популярных курортно-туристических зон острова. Наиболее широко в этом плане известна восточная оконечность полуострова — район Нуса-Дуа, где сосредоточено большое количество гостиниц и прочих объектов туристической инфраструктуры высокого класса. В этой части Букита неоднократно проводились масштабные международные мероприятия как политического характера, так и относящиеся к области массовой культуры.

## Географическое положение
Полуостров Букит представляет собой южную оконечность Бали, относящегося к группе Малых Зондских островов Малайского архипелага. Имеет форму, близкую к овальной, вытянут с запада на восток. С основной частью Бали соединён узким перешейком, примыкающим к полуострову в центральной части его северного побережья.
Максимальная протяжённость Букита с запада на восток — около 15 км, с севера на юг, не считая перешейка — около 8 км. Длина перешейка — около 5 км. Площадь полуострова (до середины перешейка) по состоянию на 2013 год составляет 104,13 км². Примечательно, что эта площадь постепенно немного увеличивается за счёт образования новых территорий в результате засыпки и осушения прибрежной зоны на северо-востоке полуострова (соответствующие работы активно ведутся с начала 2000-х годов).
Южный и восточный берега полуострова омываются водами Индийского океана, западное побережье выходит на пролив Бали, который соединяет Индийский океан с Тихим. Берега в целом изрезаны не очень значительно, лишь в северо-восточной части имеется узкий длинный мыс Беноа, у оконечности которого находится небольшой остров Серанган, противоположный берег которого, в свою очередь, находится на расстоянии нескольких сот метров от основной территории Бали. Акватория к востоку от перешейка, в значительной степени замыкаемая мысом Бено́а и островом Серанган, известна как залив Беноа, а акватория к западу от перешейка — как Джимбаранская бухта (индон. Teluk Jimbaran).
В 2000-е годы восточная часть полуострова была соединена с основной территорией Бали с помощью системы дамб и мостов, проходящей через залив Беноа, по которой проложена автомагистраль.

## Природные условия
В геологическом плане территория полуострова представляет собой известняковое плато. Местные природные условия заметно отличаются от общебалийских: Букит намного более засушлив, чем основная территория острова. Почвы здесь каменисты и не очень плодородны, часть местности скалиста. Берега полуострова на многих участках крутые, местами имеются многометровые уступы.
Для рельефа характерно наличие небольших холмов, максимальные высоты — чуть более 200 метров над уровнем моря. Имеется несколько небольших речек и ручьёв. Растительность преимущественно кустарниковая, на побережье залива Беноа имеются мангровые заросли. Состояние последних — как и состояние экосистемы залива в целом — значительно ухудшилось в результате строительства системы дамб и мостов, а также работ по образованию новых территорий.

## Административная принадлежность, население
Территория полуострова до середины перешейка выделена в состав района Южная Кута, который, в свою очередь, относится к округу Бадунг провинции Бали. В составе района имеется шесть административно-территориальных единиц низшего уровня — поселений (индон. kelurahan): Бено́а, Джимбаран, Куту́х, Печату́, Танджу́нг-Бено́а и Унга́сан. Руководителем района (чама́том) по состоянию на май 2015 года является Вая́н Ви́рья (индон. Wayan Wirya), занявший эту должность в январе 2014 года.
По состоянию на 2013 год население полуострова составляет 64 127 человек. Соответственно, его плотность составляет 617 чел./км². Абсолютное большинство населения — балийцы. Как и в других районах острова, преобладающей религией является индуизм.

## Экономика, инфраструктура и социальная сфера
Исторически основной отраслью хозяйственной деятельности населения полуострова было рыболовство. Типичное для большей части Бали земледелие, в частности, рисоводство, было развито в достаточно незначительной степени — в силу низкой плодородности местных почв и дефицита пресной воды.
В 1970-е годы в этой части острова началось активное развитие курортно-туристической инфраструктуры. В течение нескольких десятилетий Букит стал одним из самых популярных мест среди многочисленных иностранцев и жителей других регионов Индонезии, посещающих Бали. Мировую известность приобрел район Нуса-Дуа, расположенный на восточном побережье полуострова: здесь было построено большое количество гостиниц (в основном наиболее высокого класса), ресторанов, торговых и развлекательных комплексов.
Побережье полуострова пользуется популярностью прежде всего среди любителей морского отдыха, в том числе сноркелинга, дайвинга, серфинга. Важным фактором туристической привлекательности являются местные природные красоты, а также многочисленные историко-культурные достопримечательности, расположенные на полуострове. К числу наиболее известных среди последних принадлежит, в частности, Пура-Лухур — индуистский храм XI века, расположенный на 70-метровом утёсе в деревне Улувату на западной оконечности Букита. Развитию индустрии туризма также в значительной степени способствуют инфраструктурные условия полуострова, в частности, его близость к международному аэропорту Нгурах-Рай и Денпасару — административному центру провинции Бали.
Туристическая индустрия обеспечивает занятость значительной части жителей Букита. При этом рыболовство не утратило своего значения. Более того, развитие туризма повысило востребованность промысла рыбы и морепродуктов: если ранее уловы местных рыбаков в основном продавались в другие районы Бали, то теперь большая их часть реализуется на месте, в многочисленных точках общественного питания.
Букит, как и бо́льшая часть территории Бали, отличается весьма развитой, по индонезийским меркам, социальной инфраструктурой. На полуострове имеются 67 школ на 24 575 учащихся, 70 детских садов на 3805 детей. Работают 7 клиник и 72 медпункта, а также 65 врачей и 28 акушерок частной практики.
Высокое развитие гостиничной и транспортной инфраструктуры Букита в сочетании с широкой мировой известностью здешних курортов обусловили возможность проведения здесь масштабных международных мероприятий как политического характера, так и относящихся к области массовой культуры. В декабре 2007 года в конференц-центре, находящемся в районе Нуса-Дуа, состоялась Конференция ООН по изменению климата, в октябре 2013 года — 25-й саммит АТЭС. В сентябре 2013 году в парке Гаруда-Вишну-Кенчана, находящемся в центре полуострова, был проведён конкурс красоты Мисс Мира 2013.